# كاندي دوسن بويد
كاندي دوسن بويد (بالإنجليزية: Candy Dawson Boyd)‏ هي كاتبة للأطفال وكاتِبة أمريكية، ولدت في 8 أغسطس 1946 في شيكاغو في الولايات المتحدة.